# Arendsee (Altmark)
Arendsee (Altmark) er en lille by ved søen af samme navn, Arendsee i den tyske delstat Sachsen-Anhalt.
Den ligger øst for Salzwedel i landskabet Altmark, og hører under Altmarkkreis Salzwedel.

## Geografi
Byen ligger i den nordlige del af Altmark på sydkysten af søen Arendsee, der er den største og dybeste af de naturlige søer i Sachsen-Anhalt. Kun få kilometer væk ligger grænsen til delstaterne Niedersachsen og Brandenburg.

## Galleri
- Udsigt over Arendsee
- Klosteranlæg

## Bydele
- Genzien
- Gestien